# 張泰亨
張 泰亨（ちょう たいきょう、? - 1277年）は、モンゴル帝国（大元ウルス）に仕えた漢人将軍の一人。東昌府堂邑県の出身。

## 生涯
張泰亨の父の張山はモンゴル帝国に仕えて管軍百戸に任じられた人物で、張山の没後に張泰亨が地位を受け継いだ。1259年（己未）にはモンケ・カアンによる釣魚城攻めに加わり、奴児阿塔を征服する功績を挙げた。モンケ・カアンの没後にはモンゴル帝国内で帝位継承戦争が起こったが、張泰亨はクビライに仕えて1261年（中統2年）に銀符と侍衛軍総把の地位を授けられた。1262年（中統3年）には李璮の乱鎮圧戦に功績があり、1263年（中統4年）には金符を下賜されて京東帰徳等処新軍千戸の地位を授けられた。その後、西川方面の征服に功績があり、元帥府鎮撫の地位を授けられている。
1269年（至元6年）には省都鎮撫に改められ、1270年（至元7年）には襄陽攻めに加わって右臂に矢を受けて負傷している。1273年（至元10年）には再び襄陽攻めに加わり、襄陽城の陥落後の1275年（至元12年）には武略将軍・管軍総管の地位を授けられた。さらに明威将軍の地位に昇格となって潭州攻めに加わり、鼻に矢を受けるも自ら矢を抜いてそのまま奮戦し、敵兵を撃退する功績を挙げた。1276年（至元13年）には虎符を下賜されて武徳将軍の地位に昇格となったが、広西方面の征服に従事し、静江府を攻略している。1277年（至元14年）には潭州に軍を派遣したが、金瘡により急死した。
張泰亨の死後、息子の張継祖が跡を継ぎ、鄂州に駐屯したが、船で洞庭湖を渡る際に溺死してしまった。
張継祖の息子の張震はまだ幼かったため、張継祖の兄の張顕祖が代わりに跡を継いだ。しかし、張顕祖も1287年（至元24年）に第二次ベトナム出兵に従軍して戦死してしまい、張震が改めて家督を継いだ。この時、張震は金符を下賜されて昭信校尉・管軍上千戸の地位に任じられている。1315年（延祐2年）には武徳将軍、1318年（延祐5年）には武節将軍・潁州万戸府副万戸と昇格を重ねたが、1329年（天暦2年）に死去し、息子の張珽が跡を継いだ。